# Strange Fruit/Fine and Mellow
Strange Fruit/Fine and Mellow è un singolo 78 giri di Billie Holiday, pubblicato come Billie Holiday And Her Orchestra ad aprile 1939 dalla Commodore Records.
Il brano sul lato A, Strange Fruit, scritto da Abel Meeropol (che lo firmò con lo pseudonimo Lewis Allan, è uno dei più noti della cantante di Filadelfia.
La canzone sul lato B, Fine and Mellow, fu composta dalla stessa Holiday.
Alla registrazione dei due brani parteciparono Sonny White al pianoforte in Strange Fruit e Frankie Newton alla tromba in Fine and Mellow

## Tracce
1. Strange Fruit
2. Fine and Mellow